# オルク・テムル (ドルベン氏)
オルク・テムル（? - 1352年）は、大元ウルスに仕えたドルベン氏出身のモンゴル人。
『元史』などの漢文史料では月魯帖木児 (yuèlǔ tièmùér) と表記される。

## 概要
オルク・テムルはドルベン氏の出で、曽祖父のグユク（貴裕）はチンギス・カンに仕えて管領怯憐口怯薛官に任命された人物であった。祖父のカラ（合剌）もグユクの地位を継いでクビライに仕え、父のブラルキ（普蘭奚）はケシクテイ（宿衛）から中書右司員外郎の地位に就き、丞相ハルガスンとともにクルク・カアン（武宗カイシャン）の擁立に尽力して山北遼東道粛政廉訪使の地位にまで至った人物であった。
オルク・テムルは幼いころから博覧強記なことで知られ、12歳の時にオルジェイトゥ・カアン（成宗テムル）の命を受けてハルガスンの孫のトゴンとともに国学に入っている。その後ブヤント・カアン（仁宗アユルバルワダ）の宿衛に入り、ある時アユルバルワダがオルク・テムルを見て「その非凡な容貌の者は誰の子か」と尋ねた。そこでオルク・テムルがブラルキの子であると答えたところ、アユルバルワダは「汝の父の賛謀によって国難が定められたことを、朕は未だかつて忘れたことはない」と述べ、四怯薛札撒火孫（4ケシク・ジャサクスン）に任じたとの逸話が伝えられている。
このころ、ハルガスンがオルク・テムルを中書蒙古必闍赤に起用しようとしたが、オルク・テムルはこれを辞退した。そこでハルガスンがどのような地位に就くことを欲しているのか尋ねたところ、オルク・テムルは御史台と答えたため、人々はその志を壮大であると評したという。はたして、その後監察御史の地位を拝命することとなり、このころ太師・右丞相テムデルの弾劾に加わっている。その後、兵部郎中、殿中侍御史、給事中・左侍儀・同修起居注、右司郎中などを歴任し、ブヤント・カアンが太上皇と称しようとした時は、これを諫めて止めさせたとの逸話が残っている。
ブヤント・カアンが崩御した後、ゲゲーン・カアン（英宗シデバラ）の治世下でテムデルが復権すると、テムデルの弾劾を行った一人としてオルク・テムルは報復人事を受けた。オルク・テムルは山東塩運司副使とされた後、山南江北道粛政廉訪副使の地位に遷っている。その後テムデルが死去し、ゲゲーン・カアンも南坡の変によって暗殺されると、1323年（至治3年）に泰定帝イェスン・テムル・カアンが新たに即位した。イェスン・テムル・カアンの治世中、オルク・テムルは汴梁路総管、ついで武昌路総管に任命されたが、親の世話を理由に赴任を固辞している。
1328年（致和/天暦元年）、イェスン・テムル・カアンの死に伴って天暦の内乱が勃発すると、大都派の有力者である河南行省平章バヤンがオルク・テムルに共に兵を起こすよう誘った。しかしオルク・テムルはこれを固辞したことでバヤンの怒りを買い、また丞相ベク・ブカとも対立していたこともあり、大都派が勝利した後は乾寧安撫司に左遷された。その後、1333年（至順4年）には雷州に移っている。
1340年（後至元6年）にオルク・テムルはウカアト・カアン（順帝トゴン・テムル）によって召喚され、1342年（至正2年）に入覲した際にはウカアト・カアンの下に留まるよう言われたが、亡くなった母の葬儀が終わっていないことを理由に固辞している。1344年（至正4年）からは同知将作院事、ついで大宗正府也可札魯花赤（イェケ・ジャルグチ）の地位に就き、1349年（至正9年）には翰林学士承旨・知経筵事の地位を拝命した。
1352年（至正12年）、江南において紅巾の乱が勃発すると、オルク・テムルは平章政事に任命されて江浙行省に派遣された。現地に赴いたオルク・テムルは民兵数千人を募り、建徳では賊の首魁の何福を斬り、淳安などを奪還し、1万人余りの捕虜を得る功績を挙げた。しかし同年7月、オルク・テムルは徽州に滞在中に病により死去してしまった。